# Yvette Cooper
Yvette Cooper (Inverness, Escocia; 20 de marzo de 1969) es una política británica y actual Ministra del Interior del Reino Unido.
Miembro en diferentes posiciones en el gobierno de Gordon Brown, en 2015 Yvette Cooper anunció que ella es una de los candidatos a la dirección del Partido Laborista, tras la dimisión de Ed Miliband. Es opuesta a la de Jeremy Corbyn, Andy Burnham y Liz Kendall. Ella terminó en el tercer lugar, con un 17 % de los votos de los miembros y simpatizantes del partido; Corbyn fue elegido líder del partido, y de la oposición parlamentaria, con aproximadamente el 59 % de los votos emitidos.
Ella se desempeña como Presidenta del Comité Selecto de Asuntos Internos.